# Brabham BT52
Der Brabham BT52 ist ein Formel-1-Rennwagen des Teams Brabham Racing Organisation, der in der Saison 1983 eingesetzt wurde. Nelson Piquet und Riccardo Patrese gewannen mit dem von Gordon Murray entwickelten Wagen vier Grands Prix und erzielten zwei Pole-Positions. Nelson Piquet gewann mit dem Brabham BT52 seinen zweiten Weltmeistertitel. Mit dem BMW-Motor im Heck stellte zum ersten Mal in der Geschichte der Formel 1 ein Turbomotor-getriebenes Fahrzeug den Fahrer-Weltmeister.

## Technik

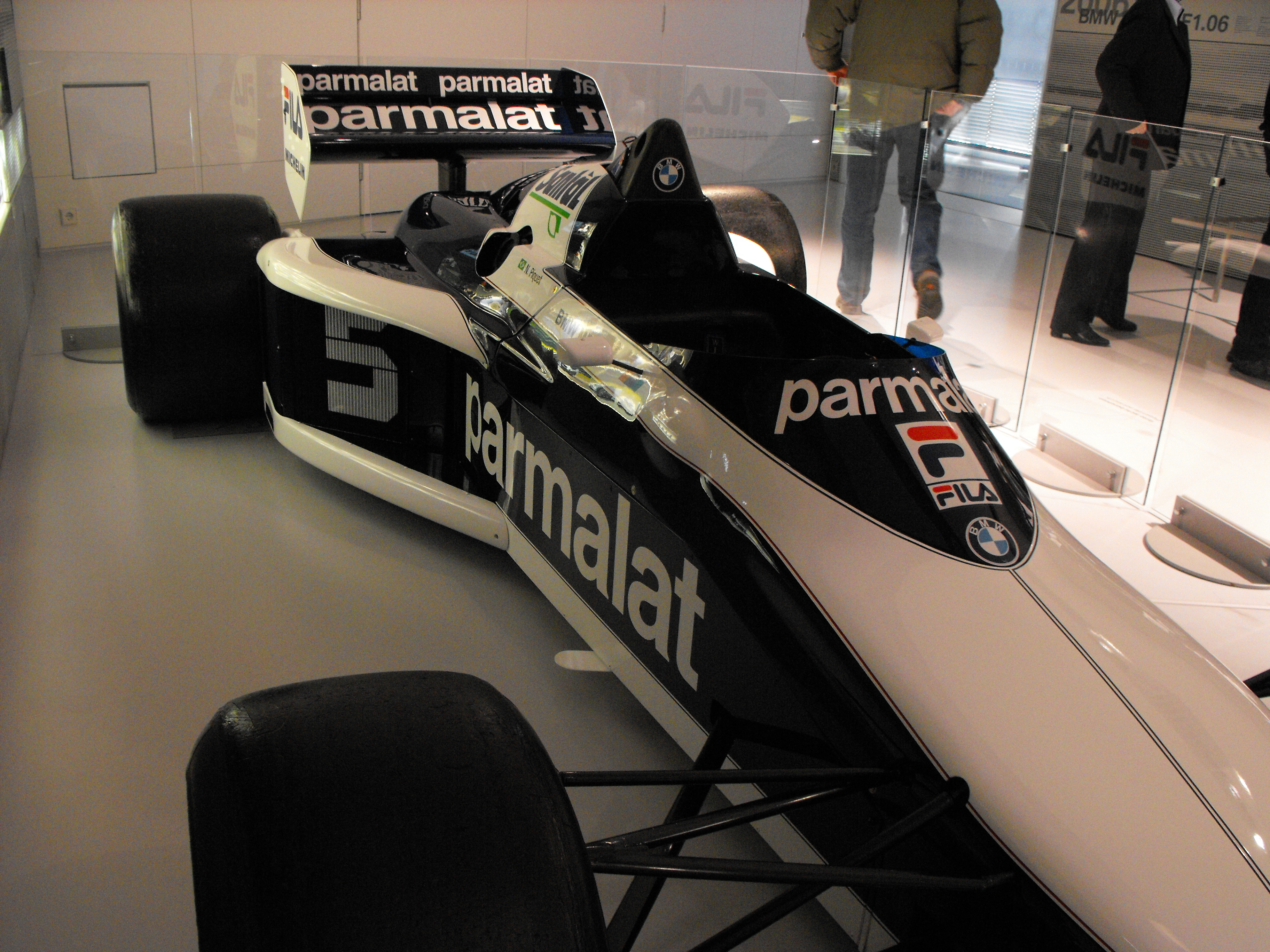
Brabham BT52B von 1983

Der BT52 (die Bezeichnung BT51 vor dem BT52 wurde für ein anderes Modell reserviert, das es dann aber nie gab) sah aus wie ein Pfeil mit deltaförmigem Frontflügel. Die Kühler, die Verkleidung des Turboladers und der Auspuff waren zurückversetzt im Heck des Autos untergebracht.
Der Turbo-Motor von BMW, konzipiert von Paul Rosche, hatte mit 165 Kilogramm zwar etwas Übergewicht, leistete aber in der Qualifikation bis zu 1.400 PS (1.030 kW).
Gordon Murray setzte für das Monocoque Aluminium und mit Kohlenstoff- und Aramidfasern verstärkten Kunststoff ein. Vorne schloss die Zelle mit einem Leichtmetallspant ab, in dem die Querlenker gelagert und senkrecht stehenden Federbeine untergebracht waren.

## Sponsoren und Lackierung
Die Lackierung des Autos war dunkelblau und weiß. Teamchef Bernie Ecclestone hatte mit Parmalat einen Sponsorvertrag von rund 12 Millionen und mit Nebensponsor Fila einen 4-Millionen-Vertrag (Deutsche Mark) abgeschlossen. Letzterer beinhaltete neben Werbeaufklebern an den Seitenteilen der Flügel und auf der Fahrzeugnase vor allem Titelsponsoring – das Team wurde in der Saison 1983 als Fila Sport gemeldet. Michelin, Santal und Castrol waren weitere Partner.

## Die Saison 1983
Für das Brabham-Team und Nelson Piquet begann die Saison mit einem Sieg in Brasilien beim Auftaktrennen zur Saison 1983. Nach einem Ausfall in den USA folgte in Frankreich Platz zwei hinter Alain Prost (Renault), der sich in der Folge zum Favoriten um die Meisterschaft entwickelte und mit drei weiteren Siegen bis zum Großen Preis von Österreich einen Vorsprung von 14 Punkten auf Piquet aufbauen konnte. In den letzten vier Saisonrennen allerdings fiel Prost dreimal aus, während Piquet in Italien und beim GP von Europa gewinnen konnte. Mit einem dritten Platz beim Saisonabschluss in Südafrika konnte Piquet schließlich noch an Prost vorbeiziehen und mit drei Punkten Vorsprung die Fahrermeisterschaft gewinnen. In diesem Rennen gewann Piquets Teamkollege Riccardo Patrese, der ansonsten mit dem Wagen weniger gut zurechtkam und während der Saison insgesamt zehnmal ausgefallen war. In der Konstrukteurswertung belegte Brabham hinter Ferrari und Renault Platz drei.

## Ergebnisse
Brabham BT52 und BT52B
| Jahr | Team    | Chassis | Motor                 | Fahrer           | 1   | 2   | 3   | 4   | 5   | 6   | 7   | 8   | 9   | 10 | 11  | 12  | 13  | 14 | 15 | Punkte | Rang |
| ---- | ------- | ------- | --------------------- | ---------------- | --- | --- | --- | --- | --- | --- | --- | --- | --- | -- | --- | --- | --- | -- | -- | ------ | ---- |
| 1983 | Brabham |         | BMW M12/13 Turbomotor |                  |     |     |     |     |     |     |     |     |     |    |     |     |     |    |    | 72     | 3.   |
| 1983 | Brabham | BT52    | BMW M12/13 Turbomotor | Nelson Piquet    | 1   | DNF | 2   | DNF | 2   | 4   | 4   | DNF |     |    |     |     |     |    |    | 72     | 3.   |
| 1983 | Brabham | BT52B   | BMW M12/13 Turbomotor | Nelson Piquet    |     |     |     |     |     |     |     |     | 2   | 13 | 3   | DNF | 1   | 1  | 3  | 72     | 3.   |
| 1983 | Brabham | BT52    | BMW M12/13 Turbomotor | Riccardo Patrese | DNF | 10  | DNF | DNF | DNF | DNF | DNF | DNF |     |    |     |     |     |    |    | 72     | 3.   |
| 1983 | Brabham | BT52B   | BMW M12/13 Turbomotor | Riccardo Patrese |     |     |     |     |     |     |     |     | DNF | 3  | DNF | 9   | DNF | 7  | 1  | 72     | 3.   |

| Legende  | Legende            | Legende                                                          |
| Farbe    | Abkürzung          | Bedeutung                                                        |
| -------- | ------------------ | ---------------------------------------------------------------- |
| Gold     | –                  | Sieg                                                             |
| Silber   | –                  | 2. Platz                                                         |
| Bronze   | –                  | 3. Platz                                                         |
| Grün     | –                  | Platzierung in den Punkten                                       |
| Blau     | –                  | Klassifiziert außerhalb der Punkteränge                          |
| Violett  | DNF                | Rennen nicht beendet (did not finish)                            |
| Violett  | NC                 | nicht klassifiziert (not classified)                             |
| Rot      | DNQ                | nicht qualifiziert (did not qualify)                             |
| Rot      | DNPQ               | in Vorqualifikation gescheitert (did not pre-qualify)            |
| Schwarz  | DSQ                | disqualifiziert (disqualified)                                   |
| Weiß     | DNS                | nicht am Start (did not start)                                   |
| Weiß     | WD                 | zurückgezogen (withdrawn)                                        |
| Hellblau | PO                 | nur am Training teilgenommen (practiced only)                    |
| Hellblau | TD                 | Freitags-Testfahrer (test driver)                                |
| ohne     | DNP                | nicht am Training teilgenommen (did not practice)                |
| ohne     | INJ                | verletzt oder krank (injured)                                    |
| ohne     | EX                 | ausgeschlossen (excluded)                                        |
| ohne     | DNA                | nicht erschienen (did not arrive)                                |
| ohne     | C                  | Rennen abgesagt (cancelled)                                      |
| ohne     | keine WM-Teilnahme |                                                                  |
| sonstige | P/fett             | Pole-Position                                                    |
| sonstige | 1/2/3/4/5/6/7/8    | Punktplatzierung im Sprint-/Qualifikationsrennen                 |
| sonstige | SR/kursiv          | Schnellste Rennrunde                                             |
| sonstige | *                  | nicht im Ziel, aufgrund der zurückgelegten Distanz aber gewertet |
| sonstige | ()                 | Streichresultate                                                 |
| sonstige | unterstrichen      | Führender in der Gesamtwertung                                   |